# Formalismus (lingvistika)
Formalismus je vlivný lingvistický směr, který usiluje o explicitní stanovení syntaktických a sémantických pravidel přirozeného jazyka. Formalismus se kromě lingvistiky uplatňuje také například v matematice, logice nebo informatice. Lingvistický formalismus je inspirován matematickými metodami a funguje na principu nahrazení určité složky přirozeného jazyka (např. fráze,  věty, výpovědi) formálním zápisem nebo modelem, který poté můžeme snadněji zkoumat, protože obvykle dochází k odstranění nejednoznačnosti, k níž přirozený jazyk inklinuje. Formalismus nám zjednodušuje popis a pochopení libovolně složitých a rozmanitých větných konstrukcí díky využití abstraktního symbolického zápisu. Formalistický postup lze graficky ilustrovat na tzv. epistemologického čtyřúhelníku:
Obrázek
1. Analyzujeme libovolný jazykový jev gramatického systému. Na základě pozorovaných dat máme intuitivní představu o mechanismu daného jevu.
2. Tuto představu zaznačíme pomocí formálního zápisu a výsledkem je formální model jazykového jevu. V rámci formálního jazyka můžeme se svou  představou o daném jevu lépe pracovat.
3. Pomocí formálního modelu mechanismu vysledujeme a stanovíme formální pravidla, na základě kterých mechanismus probíhá.
4. Interpretujeme tato formální pravidla zpět do přirozeného jazyka a to nám pomůže daný jev i jeho mechanismus explicitně popsat a vysvětlit.

## Obecná charakteristika
Formalismus je charakteristický odhlédnutím od obsahové složky jazyka a koncentrací na jazykovou formu. To tak docela neplatí u formální sémantiky (někdy také generativní sémantiky), odnože formalismu, která kritizuje přehnanou soustředěnost na morfo-syntaktické větné vztahy a důraz klade spíše na formální popis sémantických relací jazyka.
Jazykový formalismus zcela zásadním způsobem ovlivnil lingvistický výzkum druhé poloviny 20. století a inspiroval snad všechny budoucí lingvistické tendence a školy, které na něj buďto navazují, nebo se proti němu naopak mají potřebu vyhranit. Proto lze jazykový formalismus zcela oprávněně považovat za revoluci v historii lingvistiky..
První formalistické tendence v lingvistice lze vysledovat u amerických deskriptivistů v čele s Leonardem Bloomfieldem. Snaha o využití matematických metod a odhlédnutí od obsahové složky jazyka je hlavním aspektem, ve kterém se deskriptivismus liší od evropského strukturalismu, jednoho z nejvlivnějších směrů v lingvistice na počátku 20. století. 
Hlavním a jistě také nejznámějším představitelem formalismu jakožto lingvistického směru je americký lingvista a filozof Noam Chomsky. Chomsky zkonstruoval formální teorii gramatiky ve snaze explicitně popsat základní jazykovou strukturu a její mechanismy. Za jeho první stěžejní dílo a zároveň i první pokus o formální uchopení gramatiky lze považovat Syntaktické struktury. Syntaktické struktury představují zcela nový přístup k jazyku, který je považován za první variantu transformační generativní gramatiky.
Chomského formalistický přístup jednoznačně upřednostňuje studium jazykové kompetence (tedy jazykové intuice – toho, co o svém jazyku jako jeho mluvčí víme). Zaměřuje se na syntaktickou strukturu jazyka a akcentuje deduktivní vlastnosti jazykového systému. Alternativními přístupy ke studiu jazyka, které naopak upřednostňují jazykovou performanci (tedy naši konkrétní produkci jazyka, nikoli jeho implicitní znalost), jsou lingvistický funkcionalismus nebo deskriptivismus. Funkcionalismus zkoumá jazyk co do jeho komunikativní funkce (usage-based) a akcentuje induktivní a heuristické aspekty jazyka. Deskriptivismus je induktivní přístup, který se zabývá především korpusovými lingvistickými daty, jejich porovnáváním a popisem (data-driven).

## Americký deskriptivismus

### Bloomfield a první formalistické tendence
První formalistické tendence v lingvistice se objevují ve 20. letech 20. století spolu s převládajícím vlivem amerického strukturalismu častěji označovaného jako americký deskriptivismus, za jehož hlavního představitele je považován Leonard Bloomfield. Americký deskriptivismus přichází na scénu současně s evropským strukturalistickým proudem v čele s Ferdinandem de Saussurem a jeho Kursem obecné lingvistiky, nicméně od evropského strukturalismu se deskriptivismus liší především ve dvou ohledech: jednak je to snaha o využití vědeckých, především pak matematických metod v lingvistice a dále pak sklon přeceňovat jazykové formy na úkor jazykového obsahu.
Klíčovým zjednodušujícím prvkem deskriptivistické jazykové analýzy je předpoklad, že jednotky jedné úrovně reprezentace jsou složeny z jednotek nižší úrovně reprezentace. Například morfémy jsou složeny z fonémů, slova z morfémů, fráze ze slov. Na každé úrovni reprezentace jsou jednotky organizovány do řetězců, které přímo ovlivňují vyšší úroveň reprezentace. Všimněme si, že z podobného předpokladu vychází i transformační generativní gramatika.
Bloomfield popisuje jazyk primárně z hlediska jeho morfologie. Na jazyk pohlíží jako na soustavu výrazů (nebo forem) sestavených z různě uspořádaných morfémů (tj. minimálních jednotek nesoucích význam). Například anglické slovo cats sestává z kořene cat (kočka)  a inflexního morfému -s nesoucího význam plurálu. Slovo unbearable (nesnesitelný)  pak bude sestávat z derivační předpony -un, kořene -bear (nést nebo snést) a derivační přípony -able. Tento jednoduchý typ jazykového popisu se nazývá IA model (item and arrangement model). Jazyk je z tohoto pohledu analyzován jednoduše jako lineární řetězec po sobě jdoucích morfémů. Jak tvrdí Bloomfield: „Význam nesoucí uskupení jazykových výrazů konstituuje gramatiku jazyka.“
Analýza, kterou Bloomfield k tomuto účelu nastínil a později ji rozpracoval Rulon S. Wells (1947) a Charles F. Hockett se nazývá IC analýza (imediate constituent analysis). Konstituent je jednotka, která vstupuje do složitější struktury složené z jiných jednotek stejné úrovně. Slovo ungentlemanly (nedžentlmensky)  by bylo například rozděleno do tří konstituentů –un, -gentle a -manly. V dalším kroku by byl druhý konstituent -gentle rozdělen na -gent a -le a třetí konstituent na -man a -ly. IC analýzu lze graficky zaznačit pomocí závorek, viz příklad (1). Tento typ analýzy aplikovaný na větší syntaktické celky jako jsou fráze a věty bude hrát důležitou roli v raném díle Chomského. Níže je graficky znázorněna IC analýza frázové struktury věty The man wrote a book v závorkové variantě (2) a pomocí klasického stromového diagramu (3). Inspirace u matematických operací a jejich symbolického zápisu je u IC analýzy na první pohled patrná. IC analýza patří k nejlépe propracovaným teoriím, které americký strukturalismus přinesl.
1. Ungentlemanly (nedžentlmensky) → {-un + [(-gent+-le)+-man]+ -ly}
2. The man wrote a book.  → {([The]+[ man])+([ wrote]+[/ a/+/book./])}
3. The	   man	   wrote      a	      book. 	Obrázek

IC analýza patří k vůbec nejlépe propracovaným teoriím, které americký strukturalismus přinesl. Bloomfieldovým cílem byl detailní formální rozbor a popis všech jazykových tvarů. Přestože mnohé z jeho obecné teorie jazyka je dnes považováno za překonané, přísně vědecký popis gramatických jevů, což je mimochodem jeden z hlavních rysů formalismu, inspiroval snad všechny jeho následovníky.

### Harrisův distribucionismus
Zellig S. Harris se s využitím čistě formálních prostředků se ve svém díle Methods in Structural Linguistics (1951) dopracoval až k metodě, která mu otevřela možnost popsat jazyk zcela bez ohledu na jeho obsahovou stránku. Při popisu jazyka je podle Harrise nutno jednak stanovit souhrn všech jazykových jednotek a dále pak pravidla jejich distribuce. Distribuce je výčet všech kontextů, ve kterých se daná jednotka může objevit. Distribucionismus je ukázkovou snahou o popis jazyka čistě na základě formálních pozic, ve kterých se určité prvky mohou vyskytnout.
Klíčový pojem Harrisovy teorie je substituce (substitution). Jde o zjišťování, které konstituenty mohou stát v určitém větném kontextu. Například ve větě Charles came to school může stát místo konstituentu to school také home, hungry,  at 5p.m., in his favorite T-shirt nebo on my tits, nikoli však konstituenty do nebo his mother, jak je ilustrováno v příkladu (4). Podle Harrise lze rozhodnout o vhodných konstituentech i s úplným odhlédnutím od jazykového obsahu, protože se posuzuje pouze přijatelnost daného sledu v jazyce.
(4) 
- N–V–PP	Charles came to school.
- N–V–Adv 	Charles came home.
- N–V–Adj 	Charles came hungry.
- N–V–aux	٭Charles came do.
- N–V–NP	٭Charles came his mother.

Zkratky: N = noun (podstatné jméno), V = verb (sloveso), AdvP = adverbial phrase (adverbiální fráze),  NP = noun phrase (substantivní fráze), Aux = auxiliary (pomocné sloveso), PP = prepositional phrase (předložková fráze), AdjP = adjectival phrase (adjektivní fráze)
Harris je metodologicky velmi precizní a explicitní, což je vlastnost, kterou od něj přebrala i transformační generativní gramatika. Chomsky se tím, do jaké míry se inspiroval Harrisovým dílem, nikterak netají, když hned v úvodu Syntaktických struktur píše:
„Po celou dobu tohoto výzkumu jsem s velkým prospěchem a často diskutoval se Zelligem S. Harrisem. V dalším textu i v bádání, na němž se zakládá, je obsaženo tolik z jeho myšlenek a podnětů, že se ani nepokouším zvlášť na ně upozorňovat.“
Generativisté však přesouvají svůj program od touhy po teoreticky dokonale propracovaném popisném systému jednotlivých jazyků k metajazykové teorii. Jak poznamenává Chomsky v Syntaktických strukturách:
(…) výsledkem těchto výzkumů by měla být teorie struktury jazyka, v níž jsou popisné prostředky použité v konkrétních gramatikách, podávány a studovány obecně bez specifického zřetele k jednotlivým jazykům.“
Chomského éra je typický tím, že „(…) metalingvistický pohled na formální jazykové prostředky naprosto převládl nad deskriptivistickými zájmy“. Přestože se tak stalo, deskriptivistické metody v lingvistice mají své podstatné místo i v současnosti. Například lingvistický výzkum založený na datech z jazykového korpusu se především s nástupem výpočetních technologií ukázal jako velice praktický a užitečný.

## Transformační generativní gramatika

### Od morfologie k syntaxi
Do příchodu Chomského transformační generativní gramatiky (dále jen TGG) je studiu syntaxe v lingvistice věnováno poměrně málo pozornosti v porovnání s morfologií nebo fonologií. Oproti tomu v rámci TGG zaujímá syntax dominantní postavení a syntaktický výklad předchází výklad morfologický nebo fonologický. Zatím co Bloomfield chápe syntax jako deskriptivní studium větných frází, TGG ho redefinuje jako nalézací mechanismus, který konstruuje věty přirozeného jazyka:
Cílem syntaktického zkoumání daného jazyka je sestavení gramatiky, kterou můžeme považovat za jakýsi prostředek uzpůsobený k tomu, aby vytvářel věty onoho analyzovaného jazyka.
A právě přechod od popisné lingvistiky ke studiu principů, které generují věty jazyka lze chápat jako generativistický obrat v pohledu na jazyk.  

### Transformační generativní gramatika
TGG zaujala ke studiu jazyka zcela novou perspektivu. Chomsky se snaží „(…) vybudovat formalizovanou obecnou teorii lingvistické struktury a prozkoumat principy takové teorie“ (9). Zatímco do příchodu TGG je jazyk chápán jako soubor vět, frází slov nebo fonémů, v díle Syntaktické struktury začíná být na jazyk pohlíženo jako na „(…) tvůrčí proces, v němž se jednotlivé věty generují (tj. vytvářejí) podle předem daných pravidel. Souhrn těchto pravidel Chomsky považuje za gramatiku jazyka“. Z omezeného počtu pravidel a jazykových jednotek je možné generovat neomezené množství vět, což je označováno jako princip rekurze, který by měl být všem přirozeným jazykům vlastní.
Pravidla gramatiky se Chomsky pokouší formalizovat, přičemž u tohoto formálního popisu se snaží o maximální možné zjednodušení celého systému pravidel. Z toho důvodu zavádí pojem jádrové věty (kernel sentences), které lze chápat jako axiomy a z těchto vět pomocí transformačních pravidel odvozuje ostatní věty a souvětí jazyka (1966).
Je zřejmé, že se Chomsky snaží vytvořit pro potřeby jazykovědy obdobu matematického deduktivního systému, který se skládá a) ze souboru znaků a symbolů logické povahy; b) z axiomů daného systému; c) z pravidel, která dedukují z axiomů další pravidla a teze vytvářející tak celý systém;
Důležitým pojmem TGG je transformace, který lze chápat jako formálně zapsaný proces mezi základní větou a větou od ní odvozenou. Například transformace aktivní věty The man takes the book na větu pasivní bude mít celkem 4 kroky, viz příklad (5).
(5)
a)	provedeme strukturní analýzu a derivaci výchozí věty S. 
  
Obrázek
					
b)	označíme větné členy NP + Aux + V + NP jako X1 + X2 + X3 + X4
  
c)	provedeme strukturní změnu: X1 – X2 – X3 – X4   → X4 – X2 + be + en – X3 – by + X1
  
d)	převedeme symboly do skutečných vět jazyka: The man takes the book → The book is taken by man. 
Zkratky: S (sentence) = věta, NP (noun phrase) = substantivní, VP (verb phrase) = verbální fráze, N (noun) = podstatné jméno, V (verb) = sloveso, Aux (Auxiliary) = pomocné sloveso, D (determiner) = člen. 

Změny, ke kterým při transformacích dochází, se řídí obecnými transformačními pravidly, která mohou být obligatorní nebo volitelná. Pro transformaci pasivní věty z věty aktivní nebo věty záporné z věty kladné je zapotřebí aplikovat právě tato transformační pravidla. Příklad pravidla, které bylo aplikováno a formálně zaznačeno v příkladu (5), zní takto: anglickou pasivní větu získáme tak, že si větný podmět s přísudkem vymění místo, přidá se pomocné sloveso -be + minulé participium aktivního slovesa a pasivní fráze -by. Postup a pořadí aplikace jednotlivých pravidel je nutné dodržet, aby nedošlo k vytvoření defektní věty, jako ٭The man is taken by the book. 
Každé transformační pravidlo tedy musí zahrnovat pořadí transformací. Transformační pravidla jsou inputem pro pravidla morfologická a fonologická, která determinují fonetickou formu výsledné věty. Tuto složku generativní gramatiky však Chomsky detailněji nerozpracoval a v průběhu let se od snah a cílů TGG přesunul k takzvanému minimalistickému programu, o kterém bude řeč v sekci 2.3.
Co se týče sémantiky, Chomsky nepochybuje o tom, že v jazyce existuje relace mezi sémantickou a formální složkou. To však podle něj neznamená, že formální gramatická teorie nemůže fungovat jako ucelený systém i přes naprosté odhlédnutí od jazykového obsahu (1955). Říci, že gramatiku lze systematicky studovat bez sémantické složky, obsahovou složku jazyka nikterak nepopírá. Chomsky s obsahovou složkou jazyka nepracuje z metodologických důvodů. Syntax a sémantiku chápe jako „dvě odlišná pole zkoumání“, na která je nutno využít při výzkumu jiných metod.

### Komputační teorie a univerzální gramatika
Chomsky je zastáncem takzvaného komputačního modelu mysli, který se stává velmi populární v 60. letech v návaznosti na příchod výpočetních technologií. Komputační model popisuje mysl jako počítač, operující na bázi jednoduchých algoritmů. V tomto duchu Chomsky interpretuje i gramatiku jazyka. Zatímco do počítače však algoritmické operace můžeme jednoduše naprogramovat, u lidského jazyka se potýkáme s otázkou, jak si jej děti osvojují. Tento problém bývá někdy nazýván logickým problémem akvizice. Jak to, že si děti jsou schopny v tak krátké době osvojit tak komplexní reprezentaci gramatických pravidel svého mateřského jazyka? Lingvistická data, která poskytuje input, nejsou dostatečným zdrojem evidence pro osvojení komplexního gramatického systému. Tento typ argumentu týkající se akvizice jazyka se nazývá the poverty of stimulus argument (argument nedostatku podnětů). 
  
Chomsky problém řeší zavedením univerzální gramatiky (UG). Za veškerou jazykovou kompetenci, kterou si dítě nemohlo osvojit z jazykové zkušenosti je podle Chomského zodpovědná právě UG, tedy naše vrozená schopnost osvojit si a aktivně používat mateřský jazyk. Kognitivní interpretace gramatiky, ke které se Chomsky uchýlil, má signifikantní vliv na další vývoj generativní gramatiky.

### Minimalistický program
Za více než půl století vývoje prošla TGG radikální proměnou. Transformační pravidla a frázová struktura byly v rámci nové koncepce gramatiky redukovány do jednoduché minimalistické teorie založené na nejelementárnějších kombinatorických operacích. Tato proměna byla zřejmě motivována právě Chomského komputačním pohledem na jazyk a poprvé explicitně popsána v eseji „A minimalist Program for linguistic theory“.
Teoretickým cílem minimalistického programu (MP) je ukázat, jak komputační systém lidského jazyka (tedy základní součást naší biologické výbavy uzpůsobená pro používání jazyka) v sobě slučuje principy úspornosti, jednoduchosti a efektivity. MP vychází z předpokladu, že konstrukční řešení našeho komputačního systému je optimální a zakládá se pouze na jednoduchých komputačních operacích.
Ke zjednodušení celého systému používá Chomsky termín merger (to merge = sloučit), což je funkce, která sloučí dva konstituenty dohromady pod hlavičkou jednoho z nich: (α, β) → {α (α, β)}. Jako příklad si uveďme frázi eat fruit, která se v kontextu chová více jako VP než jako NP. Například věta I like to eat  je stejně gramatická jako I like to eat fruit. Říci Eating is good for you lze stejně dobře jako Eating fruit is good for you. Jako se substantivem však s touto frází zacházet nemůžeme. There is some fruit on the table je gramaticky korektní oproti větě There is some eat fruit on the table.  Merger a holé fráze (bare phrase structure), které Chomsky v MP zavádí, mají vyústit ve značné zjednodušení stávající gramatické mašinérie.
Co se týče oponentů MP, Chomskému je vyčítáno, že jeho program staví na neustálém precizování svých dřívějších návrhů, místo aby byla motivována novými empirickými fakty a objevy. Jiní namítají, že MP je populárním lingvistickým programem pouze díky Chomského autoritě a dávno ztratil své původní ambice být vědecký a inovativní. Ať už se k této kritice postavíme jakkoli, Chomsky se bezesporu postaral o jednu z největších revolucí v lingvistickém bádání, což mu nemůže nikdo upřít.

## Reakce na formalismus
Formalismus zůstává i v současné lingvistice jedním z nejvlivnějších směrů. Má však i mnohé odpůrce, kteří formalismu vytýkají především opomíjení obsahové složky jazyka, byť, jak už jsme si řekli, sémantika představuje pro formalisticky založené lingvisty zkrátka jiné pole výzkumu a opomíjejí ji často zcela záměrně. Z této vlny kritiků však vzešla takzvaná generativní sémantika. Její představitelé tvrdí, že primární roli v lingvistickém výzkumu by měly hrát právě sémantické relace. V rámci formalistické tradice se tak například James. D. McCawley (1968), Charles Fillmore (1968) nebo George. P. Lakoff (1973), v českém prostředí pak především František Daneš či Jan Kořenský (1984), pokouší o formalizování sémantických vztahů a konstrukci gramatiky ze sémantické báze.
Tato tendence je inspirována intenzionální logikou Richarda Montague (1974) nebo českého logika Pavla Tichého. Tichý například chápe jazyk jako kódovací systém, který propojuje výrazy s jejich významy. Proto podle něj při studiu jazyka nelze oddělovat sémantickou složku jazyka od jazykových výrazů (2002). 
  
Jak bylo řečeno v úvodu, protipól formalismu tvoří také lingvistický funkcionalismus, který zkoumá jazyk z hlediska jeho komunikativní funkce. Zástupcem tohoto přístupu a zároveň tvrdým kritikem Chomského pohledu na jazyk je například Michael Tomasello.